# 傲因
傲因，古代人形妖怪名，舌頭很長，喜歡吃人腦，手是利爪，穿著破爛衣服，用燒燙的大石頭砸就能殺死。記載於《神異經·西南荒經》。

## 差異
傲因可查詢到的出處有二：《神異經》與《山海經》。
神異經所記載的此妖怪名為獏㺔（或作獏為），但與一般對傲因的敘述相近；而山海經雖有獓𤝱（或作𢕟𢓨、傲噎）一詞，但敘述與傲因相差甚遠。

## 相關
- 中國妖怪列表
- 《神異經》
- 《山海經廣注》